# 1583 en musique classique
| \| • Retour à la chronologie générale de la musique classique • \| |
| Grèce • Rome • Haut Moyen Âge • VIIIe siècle • IXe siècle • Xe siècle • XIe siècle XIIe siècle • XIIIe siècle • XIVe siècle • XVe siècle • XVIe siècle • XVIIe siècle XVIIIe siècle • XIXe siècle • XXe siècle • XXIe siècle |
| • Retour à la chronologie générale de la musique classique • |

| Années en musique classique : 1580 - 1581 - 1582 - 1583 - 1584 - 1585 - 1586    |
| Décennies en musique classique : 1550 - 1560 - 1570 - 1580 - 1590 - 1600 - 1610 |

## Événements
- Cent cinquante psaumes de David, de Paschal de L'Estocart.
- Monteverdi compose et publie ses Madrigali spirituali a quattro voci.
- Publication à Rome des Libros de motetes y misas de Tomás Luis de Victoria.

## Naissances

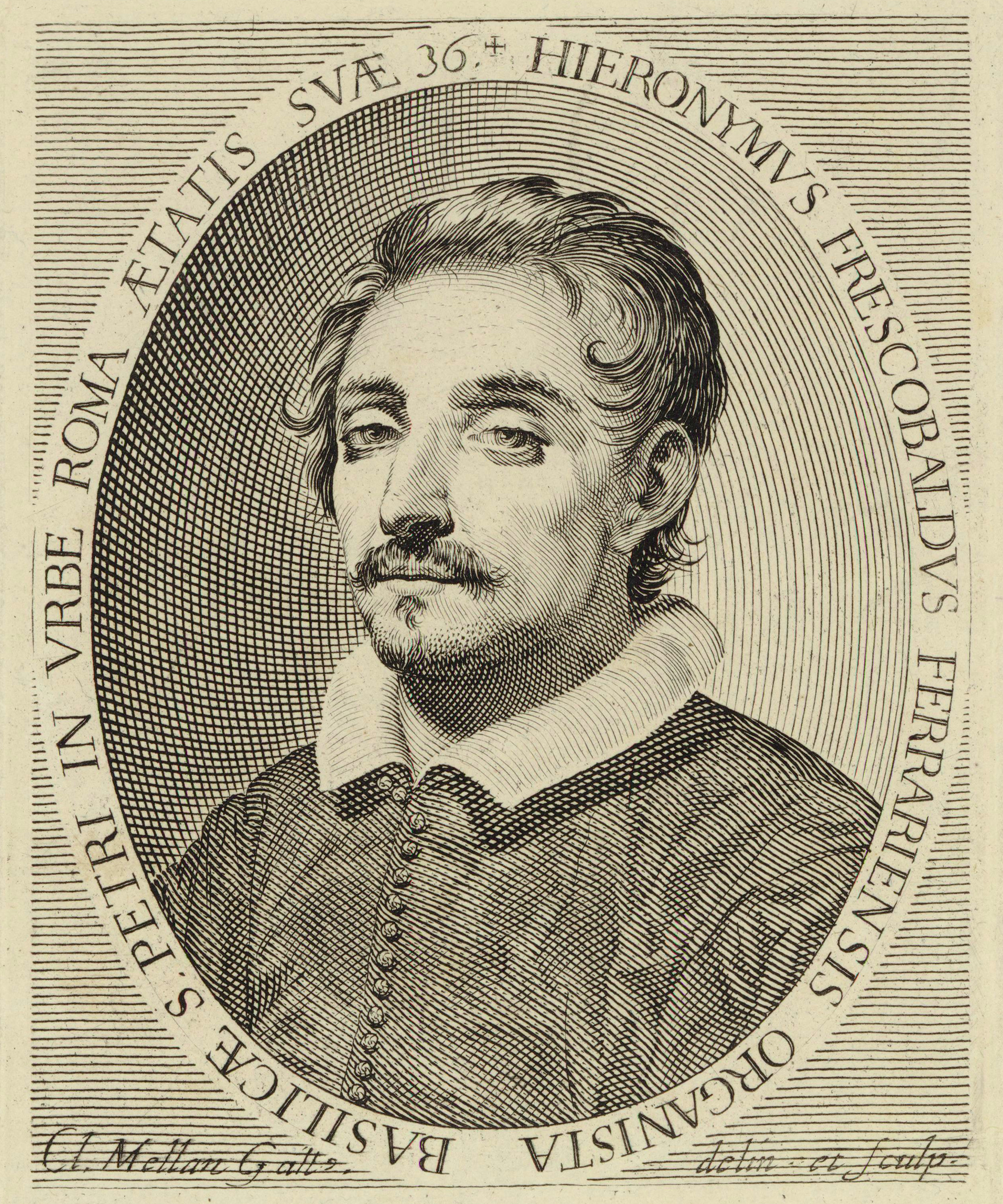
Girolamo Frescobaldi

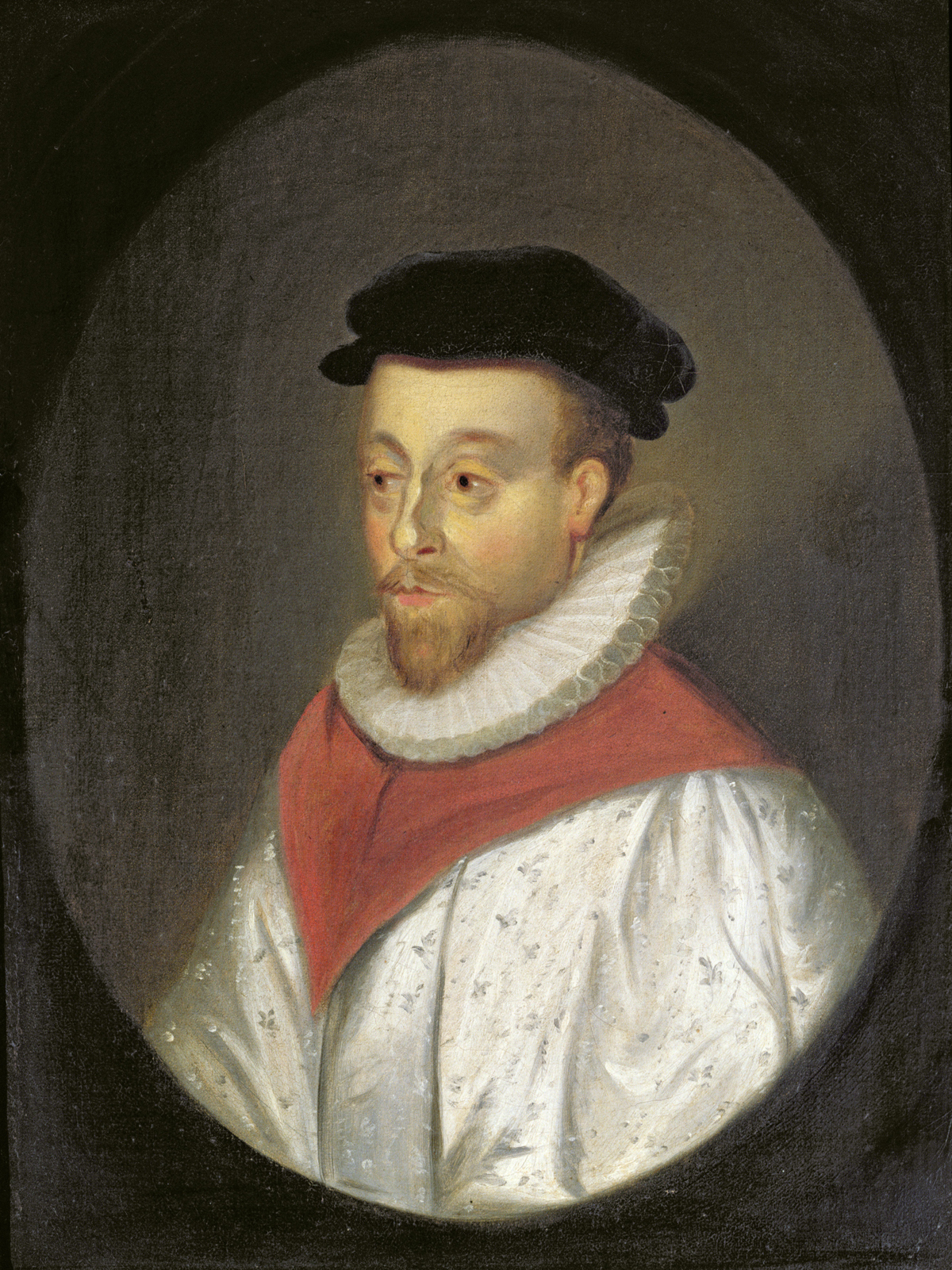
Orlando Gibbons

- 9 septembre : Girolamo Frescobaldi, compositeur italien († 1er mars 1643).
- 25 décembre : Orlando Gibbons, compositeur anglais († 5 juin 1625).

Date indéterminée :
- Virginia Andreini, cantatrice italienne († vers 1630).
- Robert Johnson, compositeur anglais et luthiste († 1633).

Vers 1583 :
- Paolo Agostini, compositeur et organiste italien († 3 octobre 1629).
- Nicolas Vallet, compositeur et luthiste néerlandais († vers 1642).